# Лебедев, Дмитрий Георгиевич
Дмитрий Георгиевич Лебедев (бел. Дзмітрый Георгіевіч Лебедзеў; род. 13 мая 1986, Солигорск, Минская область) — белорусский футболист, полузащитник. Брат Александр — бывший футболист.

## Клубная карьера
Воспитанник солигорского футбола, играл за дубль «Шахтёра» и «МТЗ-РИПО».
Профессиональный дебют состоялся в 2007 году в «Сморгони», где он провёл 2 сезона. 2010 год провёл в «Витебске», где принял участие в 8 матчах. В этом же году перешёл в «Неман».
В 2012 году перестал попадать в основной состав гродненского клуба, в результате в августе этого же года перешёл в «Городею». В составе «Городее» стал одним из основных игроков. В сезоне 2013 стал лучшим бомбардиром клуба (12 мячей).
В январе 2015 года продлил контракт с «Городеей». В сезоне 2015 стал капитаном команды и сумел привести её к выходу в Высшую лигу. В декабре 2015 года продлил контракт с клубом на следующий сезон. В сезоне 2016 был одним из лидеров городейцев, с 8 голами став одним из лучших бомбардиров команды в чемпионате. Оставался игроком основы и в сезоне 2017, только в мае и августе отсутствовал из-за травм. В сезоне 2018 забил 11 голов в чемпионате Белоруссии и стал лучшим бомбардиром команды.
В ноябре 2018 года продлил контракт с «Городеей» на сезон 2019. Начинал сезон в основе, в августе и сентябре не играл из-за травмы, позднее вернулся в команду. В ноябре 2019 года продлил соглашение ещё на один сезон.
В начале сезона 2020 выходил на замену. В апреле покинул «Городею» и подписал контракт с «Крумкачами». Стал одним из лидеров столичной команды. В июле по соглашению сторон покинул клуб и вскоре стал игроком «Белшины», где чаще выходил на замену. В декабре покинул команду.
В январе 2021 года вернулся в «Крумкачи». В июле 2021 года также вернулся в «Белшину», где был игроком ротации.
В феврале 2022 года перешёл в «Островец». В декабре 2023 года футболист покинул клуб, расторгнув контракт по соглашению сторон.